# PlayStation Store
PlayStation Store es un servicio de compra de contenidos en línea a disposición de los usuarios de las consolas PlayStation 4, PlayStation 5, PlayStation Portable y PlayStation Vita a través de PlayStation Network. La tienda ofrece una amplia gama de contenido descargable tanto para la compra o de forma gratuita. A partir de 16 de mayo de 2008 se han producido más de 140 millones de descargas desde PlayStation Store en todo el mundo.

## Acceso

### Cuenta Principal en PSN
Para acceder a los contenidos de la PlayStation Store es necesario tener una cuenta principal en PSN. Cada usuario tiene una Lista de descarga que es un registro de todos los elementos previamente adquiridos. Un usuario invitado puede utilizar su cuenta principal para descargar contenido gratuito o para comprar contenido en otra consola, sin embargo cada cuenta solo puede utilizarse en un máximo de dos consolas. Para acceder a PlayStation Store se debe contar con el último firmware.

### Monedero
Cada cuenta principal está asociada a una monedero virtual que se acreditará en todas y cada una de las compras. El dinero del monedero virtual no puede ser trasladado a otra cuenta ni siquiera en la misma consola.
El dinero puede ser añadido al monedero a través de distintos sistemas de pago aunque algunos de estos no se encuentran disponibles en todos los países.

## Moneda
PlayStation Store utiliza la moneda local para comprar contenido; Por ejemplo en PSN de EE. UU. se utilizan dólares, mientras que en Japón se utiliza el Yen. Esto es una diferencia con el Canal Tienda Wii utiliza los Puntos Wii.

### Edy visor

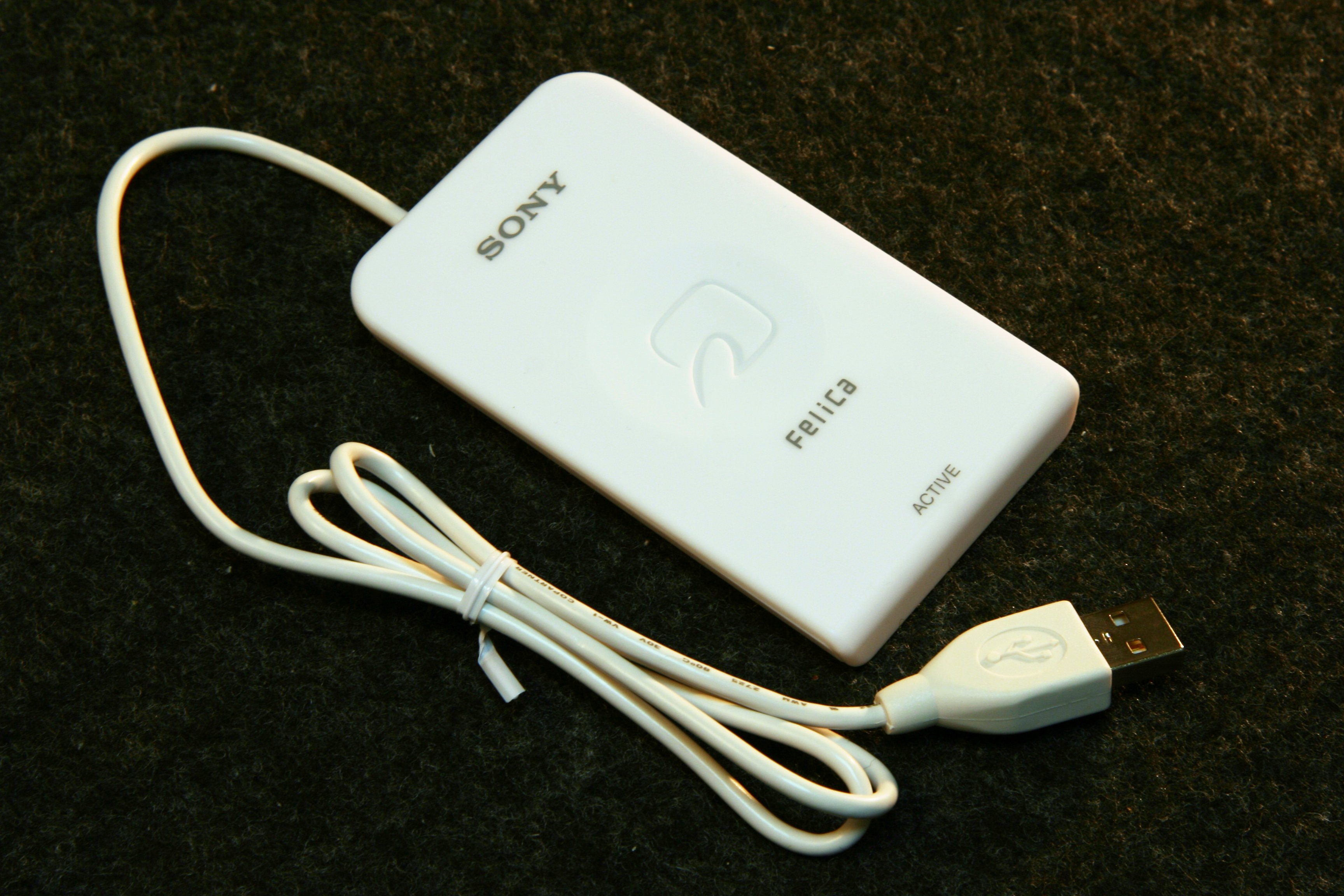
Lector/Escritor PaSoRi usado para Edy.

Edy es un sistema de dinero electrónico que solo está disponible en Japón, por lo tanto la consola PlayStation 3 de Japón ofrece una opción extra en el menú llamada Edy Viewer. Un nuevo lector de tarjetas USB IC/escritor (PaSoRi) es necesario para añadir dinero electrónico al monedero.

### Las tarjetas PlayStation Network
El método más común para añadir dinero en el monedero es utilizar una tarjeta de PSN. Que existen de US 10$, US 20$ y US 50$ para las cuentas de Estados Unidos, y de 5€, 10€, 20€ y 50€ para las cuentas Europeas.

## Tarjetas de PlayStation Network
Las Tarjetas de PlayStation Network son un sistema de pago disponible en el sudeste de Asia y Japón desde finales de diciembre de 2007. Las Tarjetas de PlayStation Network pueden ser utilizado con la PlayStation Store para PS3 y PSP. Este sistema es similar al de Xbox Live y  Wii para sus respectivas tiendas electrónicas. Cada tarjeta contiene un único código alfanumérico de 12 caracteres que pueden ser introducidos en una cuenta principal para financiar el monedero asociado a esa cuenta.
El sistema japonés de billetes es un poco diferente de la utilizada en el sistema de tarjetas de Hong Kong, Taiwán y Singapur o incluso el utilizado por Microsoft y Nintendo para sus tiendas virtuales. A diferencia de los billetes las tarjetas se pueden adquirir en las tiendas minoristas.
Actualmente las tarjetas importadas pueden trabajar con las PlayStation Store extranjeras. Por ejemplo si la PS3 es de los EE. UU. lo más probable es que usted no pueda acceder a la tienda japonesa de PSN a menos que cree una cuenta con un nuevo usuario simulando que vive en dicho país. A continuación puede importar una tarjeta japonesa y comprar cualquier juego. La gente también crea estas cuentas para obtener demos, tráileres y otros contenidos no disponibles en sus respectivas regiones de PlayStation Store. Sony Computer Entertainment acepta la práctica de la creación de cuentas falsas que son realizadas a nivel mundial. Sony reconoció esta práctica cuando la demo del juego Uncharted: Drake's Fortune para PS3 disponible solo en la PlayStation Store de Estados Unidos estaba protegida para que solo pudiera ser usada en consolas de Estados Unidos. Mensajes de correo electrónico de usuarios de todo el mundo llegaron a SCEA exigiendo que la demo se desbloqueara para todas las regiones, la petición fue concedida a los pocos días.

## PlayStation Store (PS3)

### Contenido
La PlayStation Store es un mercado virtual en línea que contiene tanto contenidos gratuitos como de pago. Los contenidos gratuitos son la mayoría demos de juegos PlayStation 3, tráileres de juegos, películas en alta definición, imágenes y temas para el menú XMB de la PlayStation 3  mientras que de pago son juegos de PlayStation 1 y PlayStation 3. Algunos de los contenidos especiales como demos de juegos o betas públicas tienen una limitada disponibilidad mensual. Una vez retirado de la tienda que aún se puede descargar desde el menú del registro de descargas. Debido a la vigilancia de gestión de derechos digitales los contenidos comprados pueden descargarse en un máximo de dos diferentes PlayStation 3 usando una cuenta de usuario que ha comprado el contenido accediendo al menú del registro de descargas. Los únicos juegos que no se pueden descargar en múltiples PlayStation 3 son los juegos Warhawk y Gran Turismo 5: Prologue. Para Acceder a la tienda desde la PS3 requiere tener la última versión del firmware.
El Contenido descargable incluye:
Fotos
- Imágenes de fondo en SD y en HD

Música
- Pistas de audio basados en la banda sonora original de los juegos de PS3. (Solamente en Estados Unidos)

Video:
- Películas y programas de TV para alquilar y comprar
- Tráileres de películas en Blu-Ray Disc. Disponibles en SD y HD.
- Tráileres de juegos de PS3 y PSP. (También videos sobre: "Cómo se hizo...", entrevistas, videos promocionales o comerciales). Disponibles en SD y HD. (Gratis)
- Videos musicales de los artistas de Sony Music y filiales. Disponibles en SD y HD (Australia y Hong Kong solamente).

Juegos
- Demos de juegos PS3 y PSP. (Gratis)
- Juegos completos de PS3 o PSP. (de pago)
- Extras para los juegos y parches. (Gratis o de pago)
- Software de PS3 en fase Beta Pública. (Gratis)
- Juegos emulados de PlayStation (De pago)

Varios
- Software completo para PlayStation 3. (Gratis)

### PlayStation Video Store
A partir de mediados de julio de 2008 está disponible en EE. UU. la PlayStation Video Store que permite descargar películas o capítulos de series de televisión.
Los contenidos se pueden alquilar teniendo licencia para reproducirla durante un tiempo limitado y comprarlos.
Los contenidos están disponibles en SD y HD.
En Europa la PlayStation Video Store llegará en 2009 debido a que Sony debe adquirir las licencias de los contenidos en todos los idiomas.

### Multidescargas
A partir del 22 de marzo de 2007 se hizo posible la descarga en segundo plano, mientras descarga el archivo es posible ver un vídeo almacenado en el disco duro, escuchar música, ver fotos, usar el navegador web y jugar a un juego. Oficialmente 16 descargas pueden estar en cola de descarga a la vez. En este momento no es posible comprobar el estado mientras juega un juego. Sin embargo si el servicio de notificación está activado un mensaje aparecerá en la esquina superior derecha de la pantalla para notificar al usuario de que una descarga haya finalizado.

### PS3 a PSP
Algunos contenidos almacenados en la PS3 como juegos de PlayStation y demos para PSP pueden ser transferidos del disco duro de la PlayStation 3 a la PlayStation Portable mediante una Memory Stick o un cable USB.
Para descargar juegos y demos para PSP ésta debe estar conectada por USB a la PS3 para poder iniciar la descarga de la tienda a la PlayStation Portable.

### Crítica
La tienda se actualiza casi diariamente en Japón y en el resto del mundo una vez a la semana. La actualización se cambió recientemente y ahora esta se hace más pronto que no anteriormente. El nuevo contenido puede ser visto desde un PC (Solo los contenidos para PSP) en la página de Playstation Store. Sin embargo el contenido puede variar mucho de una zona a otra por diversos motivos. Por ejemplo, la PlayStation Store de Japón tiene demos exclusivas de PlayStation Portable y en la Australiana contiene vídeos musicales, mientras que la de América del Norte tiene el doble de demos en comparación con todas las demás áreas.
Esta diferencia en términos de contenido y la demora de muchos juegos en salir en comparación con otras áreas llevó a continuos y múltiples comentarios negativos y quejas publicadas en el foro europeo de Sony Computer Entertainment de frustrados clientes de PlayStation 3 y PSP.
También hay quejas sobre que la PlayStation Store europea y parte de Latinoamérica no tiene tanta fluidez y no está tan organizada como la Norteamericana.

## PlayStation Store (PC) para PSP

### Contenido
La PlayStation Store (PC) para PSP es un sitio web seguro que contiene tanto contenidos gratuitos como de pago para PSP. Los juegos y demos requieren la versión de firmware de PSP 3,00 o superior.
Contenido descargable incluye:

### Foto
- Fondos de pantalla para el menú XMB. (Gratis).

### Video
- Tráileres de juegos para PSP. (Gratis)

### Juegos
- Juegos para PlayStation Portable. (De pago)
- Demos de juegos de PlayStation Portable. (Gratis)
- Juegos de PlayStation (De pago)

### PlayStation Network Downloader
Un chequeador de DRM llamado PlayStation Network Downloader está requerida para descargar contenidos desde la PlayStation Store (PC). Cuando se descarga un archivo, el sistema guarda un archivo ". xpd" en su PC, este es una licencia DRM que se requiere para transferir contenido a la PSP. Cuando se utiliza el archivo ". xpd" el PC obtiene la licencia e inicia la transferencia a la PSP a través de un cable USB. Esta licencia impide que el usuario pueda guardar contenido en su PC. Este programa solo funciona en Windows XP, Windows Vista y Windows 7.

### PC a la PSP
La PlayStation Network Downloader necesita una red vinculada USB PSP (firmware 3,70 o superior) con el fin de iniciar la descarga de la PlayStation Store (PC) para PSP a la PlayStation Portable Memory Stick ordenador personal a través de la conexión a Internet.
Descargas de la Tienda de PlayStation (PC) a la PlayStation Portable se puede realizar más adelante con la "Descarga de la lista" de registro disponible en la PS3 y PC PlayStation tiendas, aunque no todo el contenido del PC Store está disponible en la Tienda de PS3. El PC PlayStation almacenar la actualidad solo está disponible en Windows XP y Vista.

### PSP a la PS3
Algunos juegos de PlayStation y demostraciones pueden ser transferidos de la PlayStation Portable Memory Stick a la PlayStation 3 HDD utilizando una conexión USB.

### Lanzamiento del Servicio
El 20 de septiembre de 2007 durante el Tokio Game Show SCEI se anunció el lanzamiento de la PlayStation Store (PC) para PlayStation Portable, que es un servicio similar a la PlayStation 3 almacenar excepto que se dispone de un ordenador personal y su contenido están orientadas hacia la PSP en lugar de PS3.
El 20 de noviembre de 2007 se convirtió en la tienda a disposición de los usuarios EE. UU. y de Europa y requiere el uso del software PlayStation Red Downloader para mover archivos de la tienda a un usuario del sistema PlayStation Portable.
En abril de 2021, mediante un comunicado oficial, Sony anunció el cierre de PlayStation Store de PS3, PS Vita y PSP, que se llevaría a cabo el 2 de julio del mismo año, sin embargo, tiempo después, la compañía se retracto de su decisión y la tienda digital no cerro finalmente en PS3 y PS Vita como se tenía planificado, aunque el cierre si ocurrió en PSP.
En octubre de 2021, Sony anunció que ya no se aceptarían tarjetas de crédito, ni de debito, ni uso de PayPal para comprar contenido en PS3 y PS Vita a partir del 27 de octubre del mismo año, sin embargo, se podrán seguir usando las tarjetas de regalo de PlayStation Store en dichas plataformas, aunque también la compañía aclaro que los fondos que sean añadidos mediante tarjeta de crédito, debito o PayPal en PC, dispositivo móvil, PS4 o PS5 podrán ser usados en PS3 y PS Vita.

## Welcome Back
Después de un ataque de hackers ocurrido antes de la Semana Santa de 2011, Sony cerró la tienda sin aviso, días después se dio un comunicado de prensa donde se informaba de lo ocurrido por lo que el servicio en línea estaría en mantenimiento. Cerca de un mes y medio después volvió el servicio en línea restablecido por completo con regalias para los usuarios que tuvieran cuenta de PSN antes del 20 de abril de 2011.
Los regalos para PS3 y PSP son los siguientes:
-PS3:
- LittleBigPlanet
- Dead Nation
- Wipeout HD/FURY
- InFamous
- Super Stardust HD*

*:Sustituido por Ratchet & Clank: en busca del tesoro en Europa
-PSP
- LittleBigPlanet
- ModNation Racers
- Killzone Liberation*
- Pursuit Force

*: No incluye modo en línea